# خواكين غوميز (مهندس)
خواكين غوميز (بالإسبانية: Joaquín Gómez)‏ هو مهندس كولومبي، ولد في 18 مارس 1947 في بارانكاس في كولومبيا.